# Kendall Sheets
Kendall J. Sheets (El Reno, 29 settembre 1931 – Normal, 30 agosto 2018) è stato un cestista statunitense.

## Carriera
Dopo la carriera universitaria al Oklahoma A&M College venne selezionato dai Rochester Royals al sesto giro del Draft NBA 1953 (46ª scelta assoluta). In seguito giocò nella AAU con i Peoria Caterpillars.
Con gli Stati Uniti ha disputato il Campionato del mondo del 1954, vincendo la medaglia d'oro.